# Joe Dassin
Pour les articles homonymes, voir Joe Dassin (album).
Joseph Dassin, dit Joe Dassin, né le 5 novembre 1938 à New York (États-Unis) et mort le 20 août 1980 à Papeete (Polynésie française), est un chanteur, compositeur et écrivain américano-français.
En seize ans de carrière (1964-1980), il a connu de nombreux succès en France et dans la francophonie, ainsi qu'en chantant dans d'autres langues qu'en français. Il a fait carrière en Union soviétique, en Finlande, en Grèce et en Allemagne,. Outre le français, il pratiquait l'anglais, l'espagnol, le grec et l'italien, et avait des connaissances en russe et en allemand.
Au total, Joe Dassin a vendu près de 25 millions de disques dans le monde,,.

## Biographie

### Naissance et famille
Joseph Ira Dassin est le fils de Jules Dassin (1911-2008), réalisateur de films, et de Béatrice Launer (1913-1994), violoniste virtuose, tous deux de nationalité américaine. Il a deux sœurs, Richelle (surnommée « Ricky »), née en 1940, et Julie (surnommée « la Petite ») née en 1944. Son grand-père, Samuel Dassin, était un immigré juif russe originaire d'Odessa, une ville située à cette époque dans l'Empire russe. À son arrivée aux États-Unis d'Amérique, alors qu'il ne parle pas anglais et ne parvient pas à faire comprendre son vrai nom, les services d'immigration l'enregistrent sous le nom de « Dassin », dérivé d'Odessa.

### Années 1940 à 1960

#### Jeunesse
Joe Dassin et ses parents habitent New York puis Los Angeles où il apprend le piano, le banjo et la guitare auprès de sa mère. Son père ayant brièvement appartenu au Parti communiste américain (jusqu'à la conclusion du pacte germano-soviétique) est dénoncé par un membre du parti, le réalisateur Edward Dmytryk, désireux de s'affranchir des soupçons qui pèsent sur lui, et cédant à la pression de la commission des activités anti-américaines. Aussi la famille s'expatrie-t-elle en 1950 en Europe où elle déménage de nombreuses fois. Suivant son père dans ses tournages, Joe Dassin connaît onze écoles : il étudie notamment dans plusieurs collèges en Angleterre, en Italie, à l'École internationale de Genève et à l'Institut Le Rosey, en Suisse. Il obtient son baccalauréat en 1956 à Grenoble, avec la mention bien.
Supportant mal la séparation de ses parents en 1954, il décide de venger son père, chassé comme un paria, en regagnant les États-Unis. Il y finance ses études par différents travaux (plongeur dans un restaurant, chauffeur-livreur, testeur psychologique, DJ dans la radio WCX de Détroit) ou en interprétant, dans les cafés autour du campus ou lors de mariages, des airs de son chanteur préféré Georges Brassens, mais il est trop timide pour chanter devant un vrai public. C'est en fréquentant le milieu musical qu'il fait la connaissance de Pete Seeger et de Bob Dylan.
Après trois années en faculté de médecine à l'université du Michigan qui n'aboutissent pas, il se ré-oriente vers les sciences humaines et décroche une licence d'anthropologie avec mention en 1961. Deux ans plus tard, il soutient son mémoire de Master of Arts en anthropologie sur la tribu des Indiens Hopis,. Son diplôme en poche, il est réformé par les autorités militaires à cause d'un souffle au cœur. Alors qu'il envisage une carrière d'écrivain, il revient fin 1963 en France où il rejoint sa mère et ses sœurs. Il y écrit un roman et des nouvelles, écrit pour des magazines américains (New Yorker, Playboy), travaille comme technicien pour son père, puis fait quelques figurations dans ses films.

#### Cinéma
Son père l'engage comme assistant sur le tournage de Topkapi, film où il fait une brève apparition dans le rôle de Josef. L'année suivante, en 1964, il double des films américains. En 1965, il apparaît dans le film Nick Carter et le trèfle rouge de Jean-Paul Savignac, aux côtés d'Eddie Constantine, Nicole Courcel et Graziella Galvani, et dans Lady L.. Entre les deux, il est assistant-metteur en scène sur le tournage de Quoi de neuf, Pussycat ?

#### Les débuts dans la chanson (1964-1965)
Le 13 décembre 1963, il rencontre Maryse Massiéra, à un bal costumé chez Eddie Barclay et c'est le coup de foudre. Il lui chante ses chansons, et Maryse décide de faire graver l'une d'elles sur un disque simple pour le lui offrir pour son anniversaire. Elle contacte Catherine Régnier, secrétaire chez CBS Records, entreprise récemment installée en France afin d'y distribuer les disques de ses stars américaines. Maryse fait donc passer à son amie une bande sur laquelle Joe Dassin entonne un folk song américain, Freight Train. À l'écoute de la bande, CBS est convaincue de lancer son premier artiste francophone, et, le 26 décembre 1964, Joe Dassin, premier résident français à signer avec une maison de disques américaine, enregistre quatre titres (dont Je change un peu de vent, version française de Freight Train), accompagné par l'orchestre d'Oswald d'Andréa, dont deux chansons sont signées Jean-Michel Rivat et Frank Thomas.
Au mois de juin 1965, il sort un nouvel EP dont le titre phare est Je vais mon chemin. Ce deuxième disque est un échec. Il ne s'écoule qu'à 2 000 exemplaires environ. Et si, en ce début de carrière, Joe Dassin a quelquefois l'occasion d'interpréter ses chansons à la télévision (notamment Je change un peu de vent et Je vais mon chemin), les médias s'intéressent plus à lui en tant que fils de Jules Dassin qu'en tant que chanteur.

#### Début du succès (1965-1966)
Son troisième EP sort à la fin de l'année 1965. Si Bip bip ne marque pas encore le marché du disque (environ 25 000 exemplaires sont écoulés), ce titre devient son premier succès d'estime. C'est l'adaptation d'un titre chanté en portugais par Roberto Carlos [le Monsieur Rock'n Roll brésilien], O Calhambeque, extrait de son album E proibido fumar. C'est en tout cas son premier vrai succès radio et, pour la première fois de sa carrière, Joe Dassin fait son apparition dans les hit-parades. Le 31 décembre 1965, Jacques Souplet, nouveau PDG de CBS France, lui présente celui qui deviendra son producteur et ami, Jacques Plait.
En avril 1966, il sort son quatrième EP (son premier en collaboration avec Jacques Plait). Deux titres sortent rapidement du lot : Ça m'avance à quoi et Comme la Lune. Si les ventes sont encore modestes, les titres passent beaucoup en radio et contribuent à la popularité grandissante du chanteur. Joe Dassin est plus que jamais catalogué parmi les chanteurs de folk song français. Au cours de l'été, il sort son premier single, Guantanamera, et l'adaptation d'un traditionnel, Katy Cruel. Guantanamera n'est pas un succès qui est propre à Dassin (la chanson sera interprétée entre autres par Nana Mouskouri) et ce n'est pas lui qui en fera un véritable succès à cette époque[réf. nécessaire].
Joe Dassin donne également son premier concert en public à l'Ancienne Belgique à Bruxelles. À la fin de l'année, il sort un nouvel EP, (Excuse me lady), ainsi que le tout premier album de sa carrière, Joe Dassin à New-York, album qu'il enregistre à New York. Toujours pas de franc succès commercial, même si Joe Dassin continue lentement sa progression dans les hit-parades.

#### Reconnaissance (1967-1968)
En janvier 1967, André Salvet et Bernard Chevry créent le Midem que Joe Dassin va présenter en deux langues. Il sort aussi un nouvel EP le 3 mai 1967 et, cette fois-ci, obtient le premier vrai réel succès de sa carrière avec Les Dalton qui se classe no 8 du hit-parade français. Viens voir le loup, titre de la face B, est éclipsé et n'obtient qu'un succès d'estime. Sur ce disque, figure la chanson Hello hello qui reste le premier texte de Claude Lemesle écrit pour Joe Dassin. Au cours de l'émission les « Salves d’Or » d'Henri Salvador et dans laquelle il interprète Les Dalton, Jacqueline Salvador lui suggère de chanter en costume blanc qui capte mieux la lumière, conseil qu'il suivra scrupuleusement.
À l'automne 1967, il signe Bébé requin pour France Gall et enregistre un nouveau single composé de Marie-Jeanne et Tout bébé a besoin d'une maman. Marie-Jeanne est l'adaptation française d'Ode to Billie Joe de la chanteuse américaine Bobbie Gentry, premier titre au hit-parade aux États-Unis dès juillet 1967. À sa sortie, elle n'est pas encore le classique qu'elle devient par la suite : le disque ne s'écoule qu'à 50 000 exemplaires environ. C'est à la suite du passage à l'Olympia en 1969, que Marie-Jeanne trouve le succès. Quant au 2e titre, il est dans la lignée des Dalton. À la fin de l'année, Joe Dassin sort son nouvel album, Les Deux Mondes de Joe Dassin. Outre ses succès de 1967, l'album présente quelques reprises de standards américains.
En mars 1968 sort le nouveau single de Joe Dassin avec La Bande à Bonnot. La chanson devient un classique de l'artiste au fur et à mesure des années. Moins d’un mois plus tard, il sort un nouveau 45 tours, Siffler sur la colline. En pleine période de mai 68, le titre rencontre un grand succès commercial : plus de 300 000 exemplaires sont vendus en France. Joe Dassin devient avec ce titre une véritable vedette et confirme son succès en novembre 1968, en sortant Ma bonne étoile, une reprise d'une chanson italienne (comme Siffler sur la colline) avec des paroles de Pierre Delanoë. Le titre s'installe en tête des hit-parades et s'écoule également à plus de 300 000 exemplaires. Cette période marque également la fin de la collaboration entre Joe Dassin, Jean-Michel Rivat et Franck Thomas. Le nouveau parolier favori de Joe Dassin devient donc Pierre Delanoë. En mars 1969, Le Petit Pain au chocolat, toujours adapté de l'italien par Pierre Delanoë, devient son nouveau grand succès (450 000 copies). La face B est Le Temps des œufs au plat, signée Ricky Dassin et Claude Lemesle.

#### Tournées et récompenses (1969)
Le 1er avril 1969, Joe Dassin est victime d'un premier infarctus. Reprenant ses tournées, il rencontre Boby Lapointe, qui lui présente Georges Brassens et l'emmène en tournée. L'année 1969 se poursuit par Les Champs-Élysées, une adaptation en français par Pierre Delanoë de Waterloo Road, une chanson britannique de Lionel Morton, et Le Chemin de papa, cosigné par Dassin et Delanoë. Les Champs-Élysées s'écoule à 600 000 exemplaires et devient l'un des plus grands succès de Joe Dassin, qui sera par la suite traduite en plusieurs langues (allemand, italien, anglais, japonais) et est également très célèbre en Russie.
Le 22 octobre 1969, Joe Dassin termine sa tournée à l'Olympia avant de recevoir le grand prix du disque de l'Académie Charles-Cros pour l'album Le Chemin de papa, dans lequel il reprend l'ensemble de ses succès (La Bande à Bonnot, Siffler sur la colline, Ma bonne étoile, Le Petit Pain au chocolat, Les Champs-Élysées, Le Chemin de papa ou encore Mon village du bout du monde). Joe Dassin est devenu en deux ans l'une des plus grandes vedettes françaises, et ses concerts affichent désormais complet.
Pour la première fois, il est classé au hit allemand avec Die Champs-Élysées (no 31). Début 1970, il sort un nouveau single composé de deux nouveaux titres : C'est la vie, Lily et Billy le Bordelais. Le disque s'écoule à 400 000 exemplaires. À la suite du titre Billy le Bordelais (une de ses compositions), Joe Dassin est intronisé « Compagnon de Bordeaux » par le conseil de la ville.

### Années 1970

#### L'Amériqueet nouveaux tubes (1970)

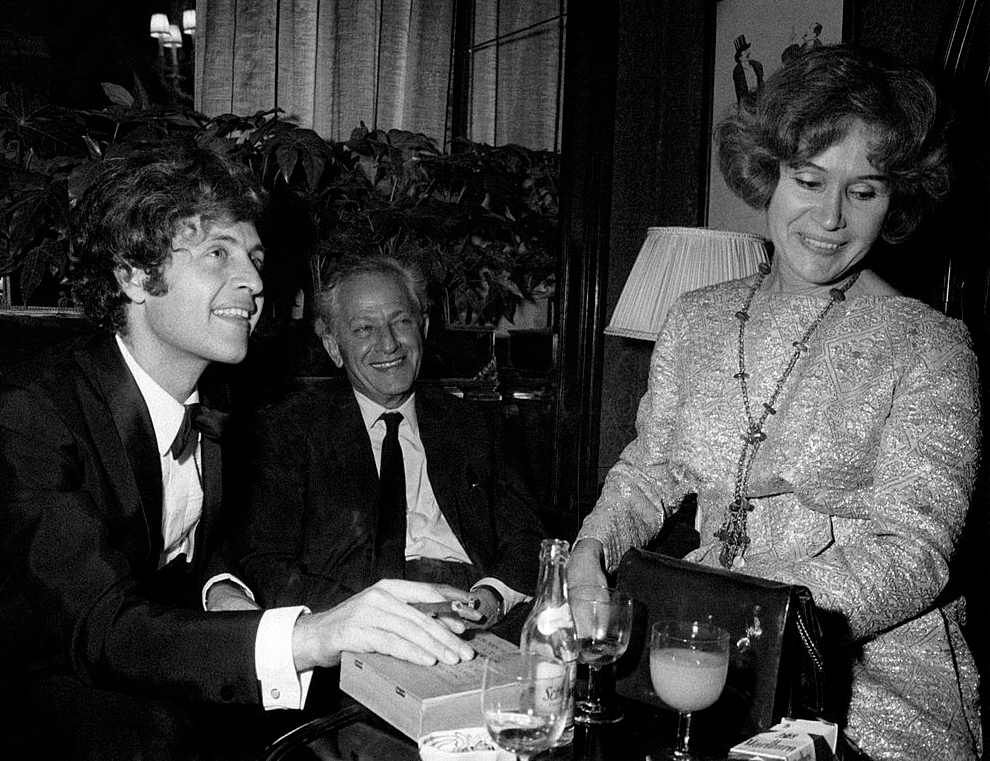
Joe Dassin en compagnie de son père, Jules et sa mère Beatrice en 1970.

En effet, à la fin de l'année 1970, celui-ci propose deux chansons à Joe Dassin mais ce dernier les refuse. De nouveau, Jacques Plait convainc le chanteur d'enregistrer ces deux titres : La Fleur aux dents (à la musique composée par Joe Dassin lui-même) et L'Équipe à Jojo.

#### Le creux de la vague (1971-1974)
Le 4 janvier 1971, La Fleur aux dents est mis en vente. C'est l'un des grands succès de ce début d'année : 350 000 exemplaires seront vendus. Au mois de mai, il sort un nouveau single, toujours extrait de l'album de 1970, avec L'Équipe à Jojo et Le Portugais, mais les ventes ne décollent pas. Au cours de l'été 1971, Joe Dassin sort sa nouvelle chanson Fais la bise à ta maman, mais le succès de cette chanson est plus éphémère et n'est pas aussi important que les précédents. Il lance alors sa carrière en Allemagne : au cours de l'année 1971, il sort un titre exclusif en allemand qui connaît un certain succès. Par la suite, il traduit quelques-uns de ses succès français dans cette langue (La Fleur aux dents, Un cadeau de papa, L'Équipe à Jojo, Fais la bise à ta maman…).
Fin 1971, il sort un nouvel album ainsi qu'un premier single, Elle était oh. Joe Dassin connaît alors un premier creux de la vague : les ventes connaissent un net fléchissement et peu de titres de l'album s'imposent. La Mal Aimée du courrier du cœur, Bye Bye Louis, La Ligne de vie sont interprétés à de nombreux passages en télévision mais le succès n'est pas au rendez-vous. Joe Dassin retrouve un certain écho lors de l'été 1972 avec Taka takata.
Joe Dassin sort alors son nouvel album, sobrement intitulé Joe. Si La Complainte de l'heure de pointe en est le succès principal, il sort coup sur coup début 1973, deux 45 tours extraits de cet album, l'un avec Le Moustique et l'autre avec Salut les amoureux, mais les ventes (bien que correctes) ne sont pas à la hauteur des espérances. Je t'aime, je t'aime et La Chanson des cigales prennent la relève et rencontrent un succès mitigé. Joe Dassin compte alors sur la sortie de son album d'hiver, Treize chansons nouvelles, pour se relancer. Le premier single qui est en extrait, avec Quand on a seize ans et À chacun sa chanson, ne s'impose ni dans les ventes ni dans les hit-parades.
Début 1974, il sort un nouvel extrait de l'album, Fais-moi de l'électricité, avec Les plus belles années de ma vie en face B. Devant un relatif échec, il fait autant qu’il peut la promotion des autres chansons de l'album (La dernière Page, Quand on a du feu…) mais connaît un nouveau creux dans sa carrière. Il forge alors beaucoup d'espoir sur ses deux nouvelles chansons d'été Si tu viens au monde et C'est du mélo, mais réalise probablement avec ce disque le pire score de sa carrière[réf. nécessaire]. Il écrit alors pour Carlos et lui donne les succès Señor météo et Le Bougalou du loup-garou.

#### Le retour avecL'Été indien(1974-1976)
Fin 1974, Joe Dassin sort un nouvel album. Vade retro et surtout Si tu t'appelles mélancolie lui permettent de retrouver le succès. Il remonte alors dans les premières places des hit-parades. Cependant, les autres chansons de l'album peinent à se faire une place et sont totalement éclipsées par Si tu t'appelles mélancolie.
Le 6 juin 1975, sort L'Été indien, adaptation d'une chanson de Toto Cutugno et Vito Pallavicini, qui devient le plus grand succès de sa carrière. Il en vend plus d'un million d'exemplaires en France et quasiment trois millions dans le monde, le titre sort dans 25 pays et est, par la suite, traduit en plusieurs langues (allemand, italien, espagnol). Joe Dassin devient le chanteur français le plus apprécié et le plus exporté dans les pays de l'Est, comme l'URSS ou la Pologne. L'Été indien ne sort sur aucun album studio du chanteur mais figure sur une compilation de ses plus grands succès, sortie à la fin de l'année 1975. L'Été indien est le plus gros succès de l'année 1975 en France et sa version française un plus grand succès que la version originale italienne.
Fin 1975, Joe Dassin sort un nouvel album à partir duquel il se spécialise dans la chanson d'amour. Si les textes de Delanoë et Lemesle sont pour le moins simples et accessibles, ils restent de très bonne facture. 250 000 exemplaires de l'album s'écoulent en quelques mois. En janvier 1976, il sort son 1er 45 tours extrait de l'album, Ça va pas changer le monde, qui monte jusqu'à la 5e place des hit-parades, la face B Il faut naître à Monaco lui permettant de refaire une incartade dans un registre comique. Un 2e extrait de l'album sort en cours d'année avec Et si tu n'existais pas (qui est l'un de ses plus grands classiques) et Salut, dans un registre sentimental qui lui permet d'obtenir deux nouveaux succès. Au cours de l'été 1976, Joe Dassin obtient l'un des « tubes de l'été » avec Il était une fois nous deux. 400 000 singles sont vendus.
À la fin des années 1970, il participe à plusieurs émissions de Maritie et Gilbert Carpentier avec sa bande composée de Carlos, Jeane Manson, Joëlle Mogensen, France Gall et Dave, entre autres.

#### Le Jardin du Luxembourg(1976)
Fin 1976, il présente son nouvel album nommé Le Jardin du Luxembourg. Le titre homonyme, composé pour lui par Toto Cutugno et Vito Pallavicini, est quelque peu boudé par les radios et les télévisions en raison de sa longueur (douze minutes). Joe Dassin se voit dans l'obligation de présenter une version écourtée du morceau. Ce titre ne dispose même pas d'une version 45 tours, seul un 45 tours promotionnel verra le jour. Début 1977, ce sont donc À toi et Le Café des trois colombes qui sortent et reçoivent, au travers de la vague disco, un grand succès (près de 300 000 exemplaires vendus).
Par la suite, si Joe Dassin délaisse le marché allemand, il enregistre désormais ses plus grands succès en langue espagnole, ce qui lui permet de « conquérir » l'Amérique du Sud. Le Jardin du Luxembourg y sera même un bien plus grand succès qu'en France[réf. nécessaire] : d'après Joe Dassin lui-même[réf. nécessaire], cette chanson reste son plus gros succès commercial dans le monde. Au cours de l'été 1977, Joe Dassin sort un nouveau single composé de deux nouveaux slows, Et l'amour s'en va (no 8 en France) et Le Château de sable.

#### Nouvelle baisse de popularité (1977-1978)
Le 23 juin 1977, à Paris, Joe Dassin participe au spécial télé Soirée canadienne du Québec à l'Olympia enregistré par la Société Radio-Canada. Comme chaque fin d'année, il profite des fêtes pour sortir un nouvel album. Les Femmes de ma vie connaît des ventes décevantes, le single Dans les yeux d'Émilie se vendant, lui, à 250 000 exemplaires. Durant l'été 1978, il enregistre Si tu penses à moi, adapté de No Woman, No Cry, un succès de Bob Marley revu par Boney M. puis par Delanoë et Lemesle. Le succès de ce titre est mitigé[réf. nécessaire].
Fin 1978, Joe Dassin célèbre ses 15 ans de carrière dans la chanson. Pour l'occasion, il sort un nouvel album, 15 ans déjà, qui obtient un disque d'or pour 100 000 exemplaires vendus et contient, entre autres, La vie se chante, la vie se pleure, adaptation d'un tube disco de Claudja Barry Down by the water.
Début avril, CBS sort un nouvel extrait de l'album, Côté banjo, côté violon : le disque ne se vend pas et la chanson ne se classe dans aucun hit-parade de l'époque. D'autres chansons de l'album (Darlin, Toi le refrain de ma vie, Un lord anglais ou encore Happy Birthday) sont l’objet d’une forte promotion, mais le succès n'est pas au rendez-vous. Au cours de l'été 1979, toujours en pleine période disco, il sort son nouveau 45 tours, Le Dernier Slow, qui s'écoule à 400 000 exemplaires. Ce sera son dernier grand succès.
Alors que sa carrière est sur le déclin, Joe Dassin et son épouse, Christine, plongent dans la toxicomanie. Ils sont arrêtés et inculpés en 1977 pour possession d'une importante quantité de drogue (200 grammes de cocaïne). L'addiction à la cocaïne de Joe Dassin modifie son comportement, ce qui le rend souvent difficilement gérable par son équipe.

#### Ultimes enregistrements
Fin 1979, Joe Dassin n'a qu'une idée en tête : se faire plaisir. C'est dans cette optique qu'il part aux États-Unis pour enregistrer son nouvel album Blue Country, album country-blues dont la majorité des titres sont des reprises de Tony Joe White. Le single composé de Si je dis je t'aime et Faut pas faire de la peine à John sort simultanément avec l'album. Celui-ci est plutôt bien accueilli par la critique mais pas par le public.
Au cours de l'année 1980, l'album Blue Country est traduit en anglais et devient Home Made Ice Cream. La santé de Joe Dassin se détériore à cette époque. En décembre 1979, une alerte cardiaque, doublée d'une opération due à un ulcère à l'estomac, l'oblige à annuler toutes ses tournées. Dans les mois qui suivent, il multiplie les malaises cardiaques, exacerbés par le stress (notamment la procédure juridique concernant la garde de ses enfants depuis son divorce en 1980), l'alcool et la drogue,. Il sort tout de même un ultime single, The Guitar Don't Lie le 1er juin 1980. C'est Tony Joe White en personne qui se charge de mettre un texte sur cette composition de Joe Dassin. Le 11 juillet 1980, à Cannes, Joe Dassin est à nouveau victime d'un infarctus sur scène et est hospitalisé à l'hôpital américain de Neuilly le lendemain. Il s'agit de son ultime concert, il est contraint d'annuler sa tournée d'été à la suite de cet infarctus.

### Mort

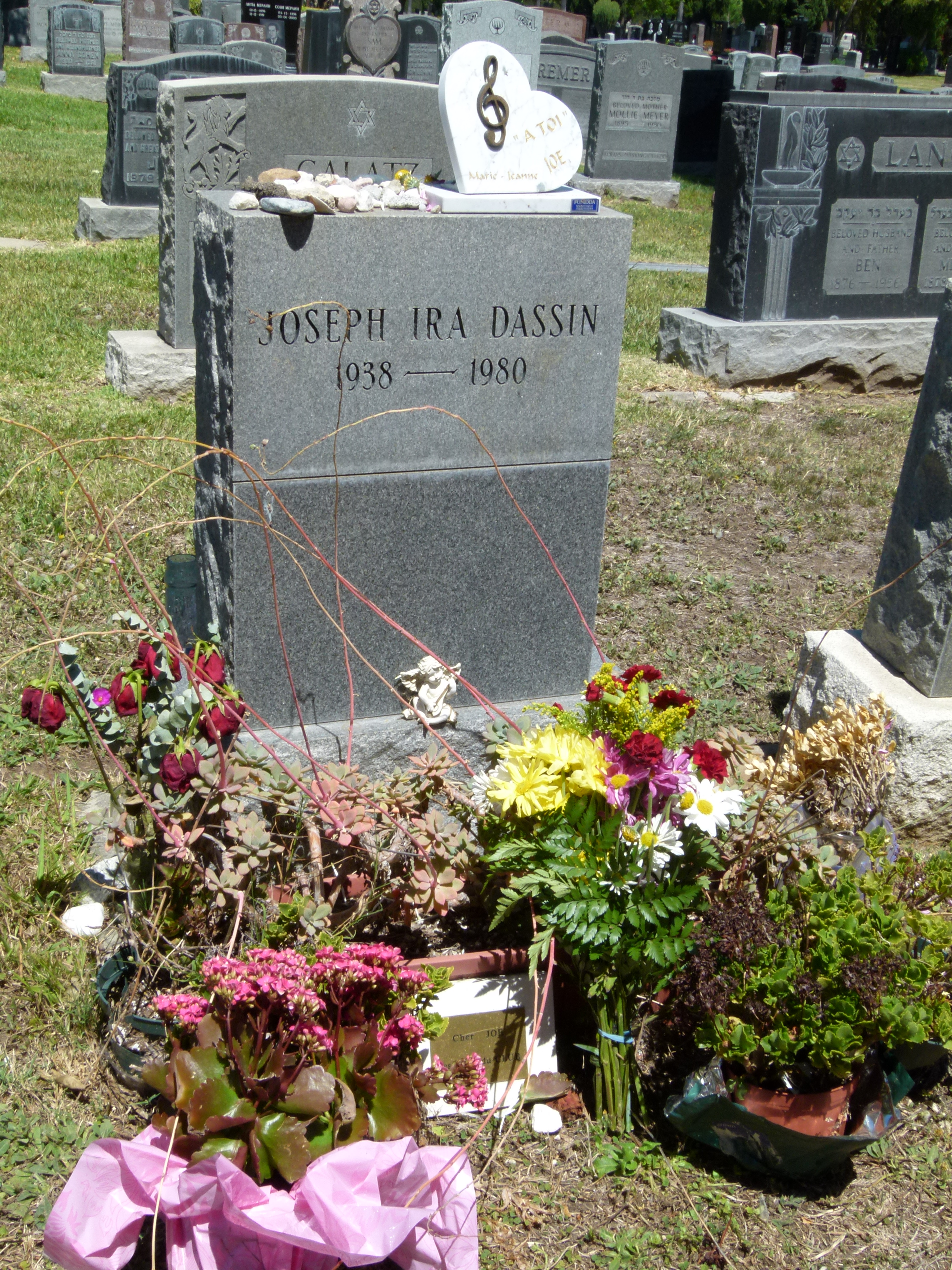
Tombe de Joe Dassin au cimetière de Hollywood à Los Angeles (Californie).

Joe Dassin doit absolument se reposer selon son médecin, mais il décide de partir dans sa propriété à Tahiti, malgré sa santé et les risques liés à ce très long voyage en avion. À Tahiti, il est accompagné de ses deux jeunes fils, de sa mère, et d'amis proches comme son parolier Claude Lemesle.
Le 20 août 1980, il meurt à l'âge de quarante-et-un ans des suites d'un infarctus du myocarde à Papeete (Tahiti). Il déjeunait alors avec ses enfants et des amis dans le restaurant Chez Michel et Éliane, lorsque soudainement, à 12 h 30, il est pris d'un malaise cardiaque et s'effondre sur sa chaise. Dans un ultime souffle, il dit : « Je meurs, moi, ici ! » Joe Dassin meurt sur place malgré un massage cardiaque pratiqué par un médecin qui se trouvait là et l'intervention désespérée de ses amis. La seule ambulance de Papeete, indisponible, n'arrive sur les lieux qu'environ quarante minutes après l'attaque cardiaque.
Il est inhumé dans le carré juif du Hollywood Forever Cemetery à Los Angeles (Californie). Une plaque à sa mémoire est visible à Papeete au bar « le Rétro », sur le front de mer, où il est mort, au premier étage.

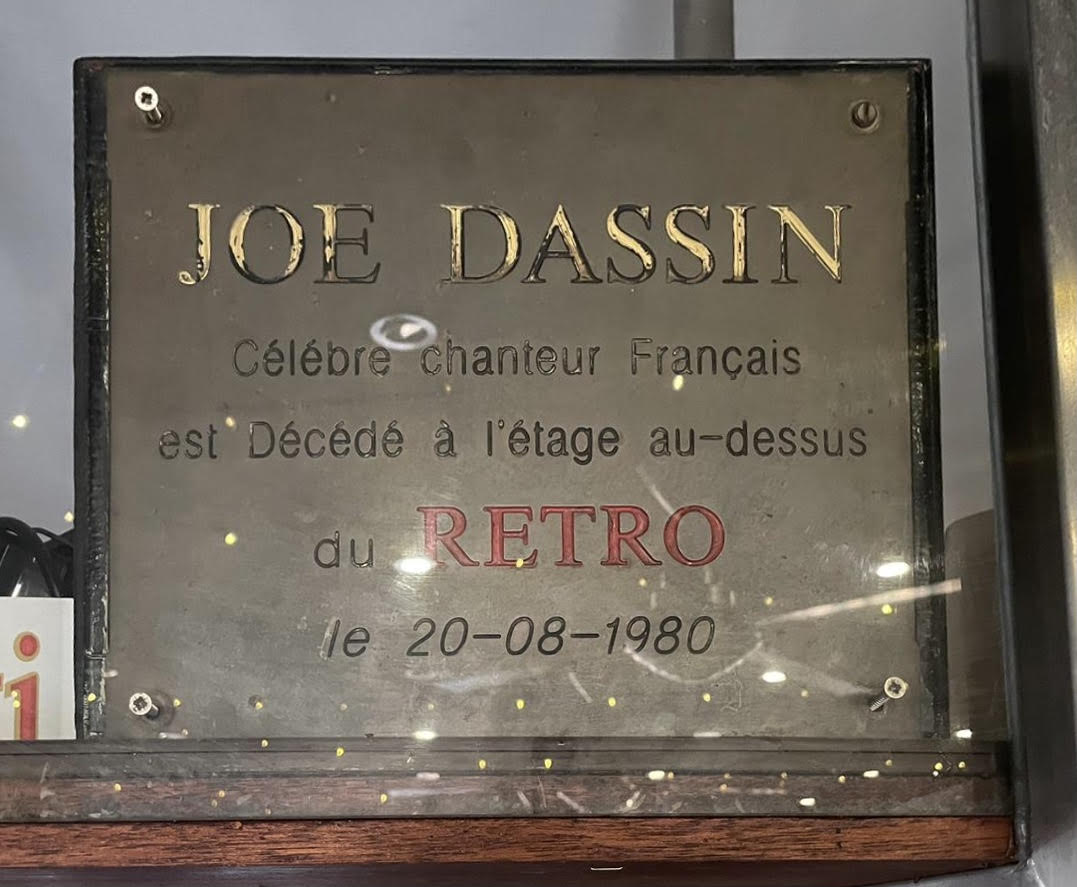
Plaque commémorative de Joe Dassin

### Vie privée
Le 13 décembre 1963, il rencontre sa future femme Maryse Massiéra, chez Eddie Barclay. Le 18 janvier 1966, Joe Dassin épouse Maryse Massiéra (Maryse Grimaldi). Après avoir avorté à plusieurs reprises « pour qu'elle puisse continuer à le suivre dans ses nombreuses tournées », elle donne naissance à un fils, Joshua, né le 12 septembre 1973 et mort prématurément, cinq jours après sa naissance. Joe Dassin est alors animateur d'une série d'émissions radio, Western Story, sur les antennes de Radio Luxembourg. Joe Dassin est très affecté par la mort de cet enfant si désiré et il tombe dans la dépression.
Il se réfugie dans le travail et la construction de sa maison à Feucherolles. Il  fait construire une très grande maison de 800 m2 dans laquelle il vit avec ses proches de 1975 à 1980. Ses deux enfants y passent leur petite enfance.
Le 5 mai 1977, il divorce à l'amiable de Maryse Massiéra. Il a en effet rencontré Christine Delvaux, fille d'un commerçant de Rouen, dans une boîte à la mode de Courchevel où il séjournait pour ses vacances d'hiver. Ils se  perdent de vue avant de se retrouver chez Castel au cours d'une soirée entre amis.
Le 14 janvier 1978, il épouse Christine Delvaux à Cotignac, village où il avait effectué en 1968 un gala gratuitement. La municipalité lui avait offert en guise de cachet  un terrain où il fait construire une maison de vacances qu'il occupe plusieurs années. Le 14 septembre 1978, son fils Jonathan naît à l'hôpital américain de Neuilly. Le 22 mars 1980 naît un autre fils, Julien.
En 1980, Joe Dassin entame une procédure de divorce de  Christine Delvaux, en demandant la garde de ses deux fils, ce qu'il obtient, fait rarissime à l'époque.
Après son décès, c'est Christine Delvaux qui élèvera leurs deux fils à Feucherolles. Elle meurt le 5 décembre 1995 à Feucherolles, à l'âge de quarante-six ans, foudroyée par une crise d'asthme.

## Compositeur
- Pour Carlos :
  - Big Bisou
  - Le Bougalou du loup-garou
  - Señor météo
  - Le Père Noël du supermarché
- Pour France Gall :
  - Bébé requin (1967)
  - Toi que je veux (1967)
  - La Vieille Fille (1968)
  - 24 / 36 (1968)
  - Souffler les bougies (1968)
- Pour Marie Laforêt :
  - Siffle, siffle ma fille
- Pour Melina Mercouri :
  - Le Portugais (1971)
  - Je suis grecque (1972)
- Pour Serge Reggiani :
  - Le Vieux Singe (1975)

## Filmographie
Sauf indication contraire, les informations mentionnées dans cette section peuvent être confirmées par les bases de données cinématographiques IMDb et Allociné,  présentes dans la section « Liens externes ».

### Acteur
- 1956 : Rencontre à Paris de Georges Lampin : petit rôle non crédité
- 1957 : Celui qui doit mourir de Jules Dassin : Benos
- 1958 : La Loi de Jules Dassin : Nico
- 1964 : Topkapi de Jules Dassin : Joseph
- 1965 : Lady L de Peter Ustinov : un inspecteur de police
- 1965 : Nick Carter et le trèfle rouge de Jean-Paul Savignac : Janos Adler
- 1969 : Comme un éclair (documentaire) de Jules Dassin : narrateur (voix, version française)
- 1980 : La Chanson de Tiber (téléfilm) de Jacques Samyn : Tiber Jackpot

### Autre
- 1964 : Topkapi de Jules Dassin - second assistant réalisateur

## Postérité et hommages
En 2010, Joe Dassin se situe en quinzième position dans le classement des chanteurs ayant vendu le plus de disques en France. Son fils cadet Julien Dassin consacre, en octobre 2010, une comédie musicale à sa mémoire.
En 2013, la chanteuse Hélène Ségara rend hommage à Joe Dassin en sortant l'album Et si tu n'existais pas, album de douze duos virtuels reprenant ses plus grands succès. L'album est promu disque de platine en quelques semaines.
Le 8 décembre 2014 sort l'album Joe Dassin chanté par…, un album reprenant quelques uns de ses plus grands succès tels que Les Dalton, Les Champs-Élysées, La Bande à Bonnot, ou encore Comme la Lune, et d'autres, et qui est chanté par plusieurs chanteurs et groupes de chanteurs français, que sont Oldelaf, Les Joyeux Urbains, Les Blérots de R.A.V.E.L., Chloé Lacan, et Féloche. Il ne s'agit pas d'une fidèle reprise sur les airs des chansons, pour lesquels on peut retrouver plus de gaieté et d'entrein encore, mais les paroles restent inchangées.
En octobre 2020 sort un album hommage intitulé À toi, Joe Dassin, contenant des reprises par de multiples chanteurs et chanteuses pour commémorer les quarante ans de sa disparition.
En 2022, Garou rend hommage à Joe Dassin en lui dédiant son album Garou joue Dassin.

### Reprises de ses chansons
Plusieurs de ses chansons ont été reprises par d'autres artistes (même si les chansons de Dassin étaient elles-mêmes parfois des reprises de tubes anglo-américains comme Salut les amoureux ou Le Moustique ou anglo-saxon, comme L'Amérique). Les Champs-Élysées est une adaptation de Waterloo Road du groupe britannique Jason Crest (en). Siffler sur la colline est une reprise de la chanson italienne Uno tranquillo de Riccardo del Turco. Le Petit Pain au chocolat est une reprise de la chanson italienne Luglio, de Riccardo del Turco. L'Été indien est une reprise de la chanson italienne Africa signée Ward, Pallavicini, Losito et Toto Cutugno et Il était une fois nous deux, reprise de Monja, Monja, ces deux titres tirés de l’album Volo AZ 504 du groupe Albatros. Cutugno a aussi collaboré à d'autres succès de Joe Dassin tels que Salut, Et si tu n'existais pas, Il était une fois nous deux ou Le Jardin du Luxembourg. Le Moustique est une adaptation de la chanson The Mosquito tirée de l'album Full Circle des Doors.
Un album de reprises par des artistes français intitulé L'équipe à Jojo, les chansons de Joe Dassin est paru en 1993 chez Le Village Vert-Columbia.
Une comédie musicale intitulée Joe Dassin la grande fête musicale est jouée au Canada en octobre et novembre 2006, avec l'accord de la famille Dassin. Une autre, Salut Joe !, a lieu de 2007 à 2009 en France, Belgique et dans les Dom-Tom. Elle regroupe d'anciens de Star Academy.
Un album de reprises est réalisé la même année par des artistes québécois, produit par Stefie Shock : Salut Joe! Hommage à Joe Dassin.
Le 7 octobre 2013, la chanteuse Hélène Ségara publie un album hommage (Et si tu n'existais pas) à Joe Dassin en interprétant des duos virtuels avec l'artiste disparu. L'album est un succès et entre directement en deuxième du top album dès sa sortie.
À l'occasion de la coupe du monde de rugby 2023, sa chanson Dans les yeux d'Émilie, considérée comme l'hymne officieux de cet évènement, est reprise par le groupe Collectif Métissé.
Liste des chansons et artistes :
- À toi - Éric Lapointe, Bertrand Betsch
- Billy le bordelais - Pierre Delanoë (chante)
- Bip bip - Les Breastfeeders - Marc Minelli (1993)
- Ça m'avance à quoi - Autour de Lucie (1993)
- Dans la brume du Matin - Patrick Norman - Marie Audigier
- Dans les yeux d'Émilie - Pierre Lapointe
- Et si tu n'existais pas - DobaCaracol - Iggy Pop - Zézé Mago - Laymen Twaist - Willy Denzey - Hélène Ségara - Myslovitz
- Il était une fois nous deux - Mélanie Renaud - Apollo XI
- L'Amérique - Raphaël Torr - Chelsea
- L'Équipe à Jojo - Les Objets (1993)
- L'Été indien - Mara Tremblay et Stefie Shock - Philippe Katerine (1993)- Pascal Comelade - B-1 feat Maverick (version techno)
- La bande à Bonnot - William Pears (1993)
- La Demoiselle de déshonneur - Serge Reggiani (1997, album Nos quatre vérités)
- La Fleur aux dents - Bill Pritchard (1993)
- Le Moustique - Stefie Shock
- Le Petit Pain au chocolat - Sébastien Lacombe
- Les Champs-Élysées - Mario Pelchat - Daniel Darc - Garou - NOFX (version punk) - Pierre Delanoë (chant) - Zaz
- Les Dalton - Explosion de Caca - Drôles de Beaux Gars
- Marie-Jeanne Eddy Mitchell - Jean-Louis Murat - La Muerte
- Plus je te vois, plus je te veux - Dominique Dalcan
- S'aimer sous la pluie - The Clarke Quilty Orchestra
- Salut les amoureux - Mr. Kuriakin (1993) - Guy A. Lepage et Marc Labrèche - Jacky Rapon (version zouk) - Miossec - Louise Féron et Jérôme Soligny - Roch Voisine (version mixte franco américaine avec « The City Of New Orleans »)- Hélène Ségara- Joe Bel (musique du film Tout pour être heureux) - Les Frangines
- Siffler sur la colline - Marc Minelli (1993) - Les Cadavres - Les Respectables - Les Castafiores - La Tchav' Project
- Tellement bu, tellement fumé - Mr Kuriakin (1993)
- Vive moi - William Pears

### Publication posthume
En 2013, Richelle, une des deux sœurs de Joe Dassin, fait publier aux éditions Flammarion un recueil de quatre nouvelles écrites par son frère : Cadeau pour Dorothy, œuvres de jeunesse écrites en anglais, qu’elle a traduites avec Alain Giraud.